# Ngoyla
Ngoyla es una comuna camerunesa perteneciente al departamento de Haut-Nyong de la región del Este.
En 2005 tiene 4424 habitantes, de los que 1271 viven en la capital comunal homónima.
Se ubica en el sur de la región y su territorio es fronterizo con el departamento congoleño de Sangha. La mitad del parque nacional de Nki se ubica en territorio de esta comuna.

## Localidades
Comprende, además de Ngoyla, las siguientes localidades:
- Adjela
- Assoumendélé I
- Bareko
- Djadom
- Doumzok
- Eta
- Etekessang
- Lamsom
- Lelen Nouveau
- Mabam
- Makemenkouma
- Maletsene
- Mbalam I
- Mbalam II
- Messok-Messok
- Nkolakaye II
- Nkondong I
- Nkondong II
- Yanebot Bel-Air
- Yanebot Belle-Vue
- Zoulabot I